# Securina
La securina è un enzima che inibisce la separasi, impedendo fino al momento giusto la transizione da metafase ad anafase nel ciclo mitotico eucariotico. Il complesso APC Anaphase Promoting Complex ubiquitina la securina, permettendo così di separare i cromatidi fratelli.